# Elisa Hensler
Elisa, condesa de Edla (nacida Elise Friedericke Hensler; La Chaux-de-Fonds, 22 de mayo de 1836-Lisboa, 21 de mayo de 1929), fue una actriz y cantante de ópera (soprano) estadounidense de origen suizo, y la segunda esposa morganática del rey Fernando II de Portugal.

## Primeros años de vida
Elisa Federica Hensler nació en La Chaux-de-Fonds, en el Cantón de Neuchâtel, Suiza, hija de Juan Federico Conrado Hensler, y su esposa, Luisa Josefa Hechelbacher. Su familia era suiza-alemana. Cuando tenía doce años, su familia se mudó a Boston, en los Estados Unidos, donde se le dio una educación extraordinaria, donde las artes y los idiomas jugaron un papel importante. Terminó sus estudios en París, y cuando adulta podía hablar fácilmente siete idiomas.

## Carrera teatral

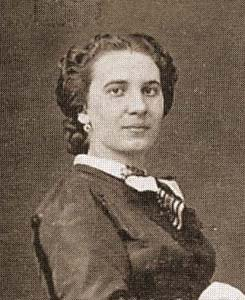
Elisa, condesa de Edla.

Después de sus estudios, Elisa se unió al Teatro de La Scala de Milán con una vida despreocupada. En 1855, cuando tenía diecinueve años, ella tuvo una hija, Alicia Hensler, de padre desconocido. El padre era un miembro de la nobleza milanesa. Alicia Hensler posteriormente se casó con un oficial portugués, Manuel de Azevedo Gomes (1847-1907).
El 2 de febrero de 1860, Elisa llegó a Portugal y cantó en el Teatro Nacional São João, en Oporto, y luego en el Teatro Nacional de San Carlos de Lisboa, donde actuó en la ópera de Giuseppe Verdi, Un baile de máscaras. El 15 de abril de 1860, el rey Fernando II de Portugal, viudo de la reina María II, observó la ópera y fue seducido por la voz y la belleza de Elisa, que tenía entonces 24 años. Su relación se profundizó rápidamente porque, al igual que el rey, la cantante tenía una pasión por la escultura, la cerámica, la pintura, la arquitectura y la jardinería.

## Matrimonio

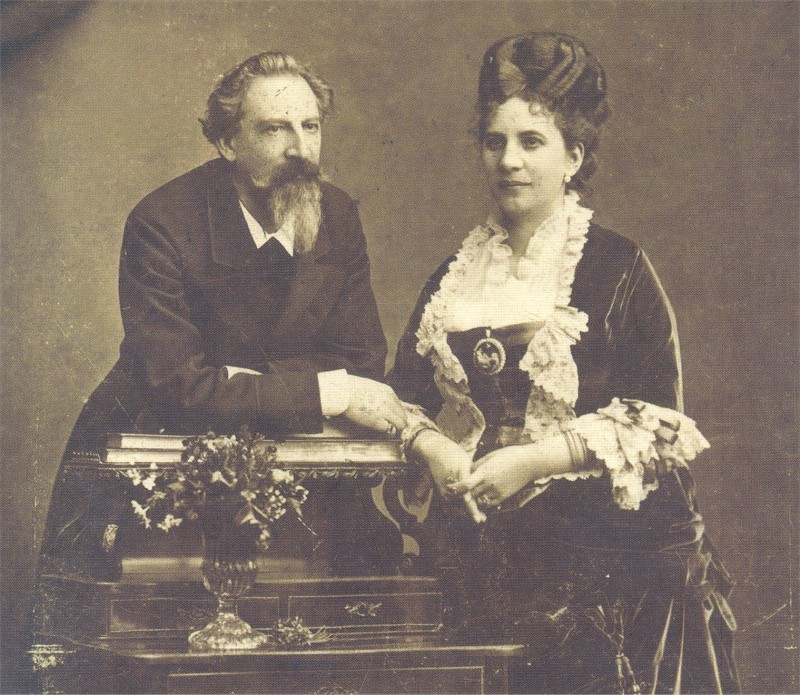
Elisa y el rey Fernando II de Portugal.

El 10 de junio de 1869, Elisa se casó morganáticamente, en Benfica (Lisboa), con el ex rey Fernando II de Portugal, príncipe de Sajonia-Coburgo-Gotha. Justo antes de la ceremonia, el duque Ernesto II de Sajonia-Coburgo-Gotha, un primo de Fernando y el jefe de la Casa de Sajonia-Coburgo, concedió a Elisa el título de condesa de Edla. El matrimonio no tuvo hijos.
En Portugal, la pareja vivió una vida discreta en Sintra, donde el ex rey ocupaba el Palacio da Pena. Como pasatiempo, tanto Fernando y Elisa amaban la botánica, y en medio de su parque, Elisa construyó una casa de campo que diseñó ella misma, inspirada en chalets suizos y casas rurales de los Estados Unidos.
Con el apoyo de su culta mujer, Fernando apoyó a varios artistas, entre ellos el pintor Columbano Bordalo Pinheiro y el pianista José Viana da Mota.

## Últimos años

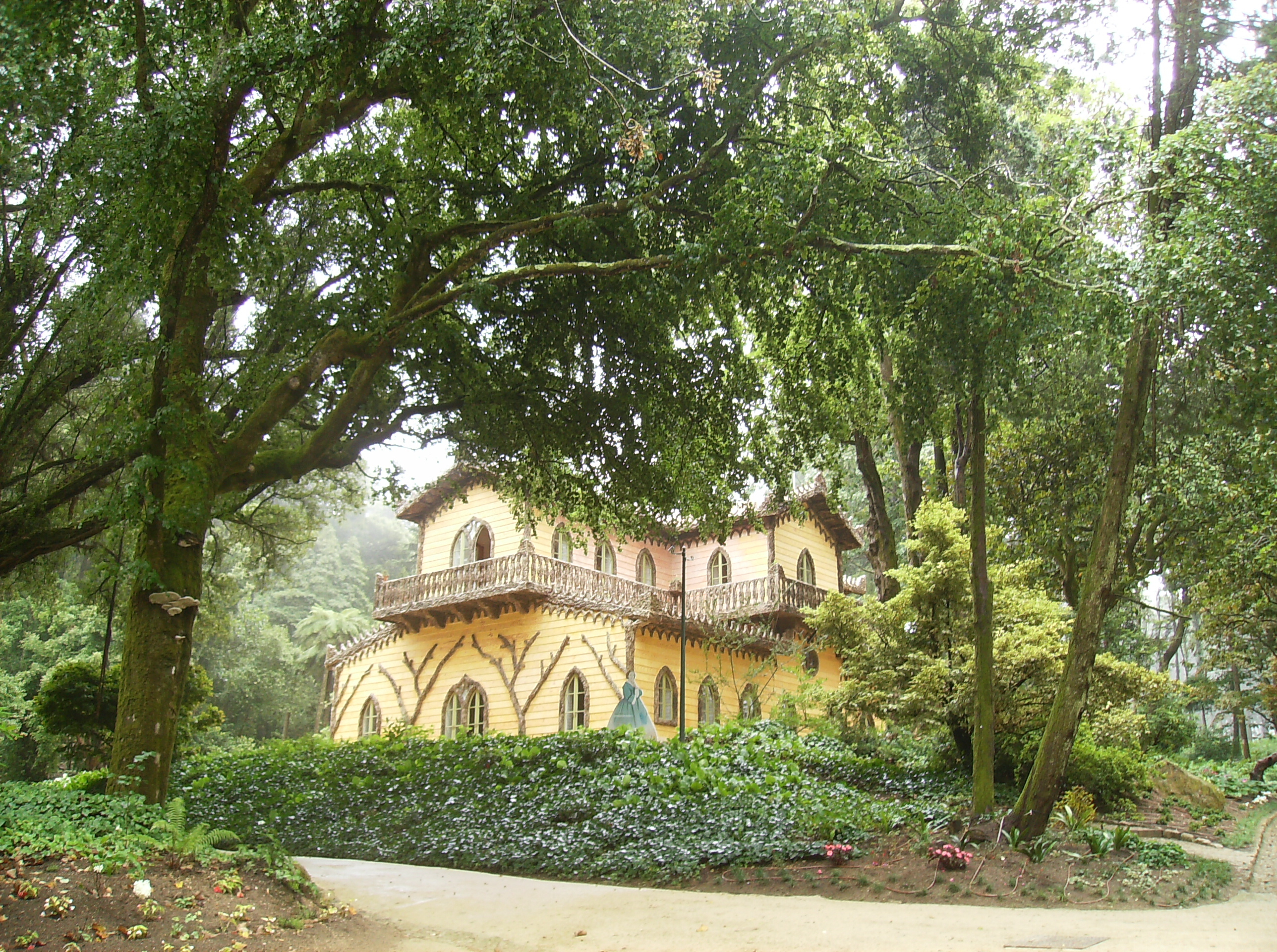
Chalet de la condesa de Edla en Sintra.

En 1885, el rey Fernando II murió y en su testamento dejó todos sus hogares a su segunda mujer, entre ellos el Castelo dos Mouros y el Palacio da Pena. Para que la condesa pudiera mantener estas propiedades, el rey Carlos I tuvo que pagarle la cantidad de 410 millones de escudos.
Como viuda, Elisa abandonó Sintra y se estableció con su hija Alicia y el marido de su hija, Manuel de Azevedo Gomes. Ella murió de uremia a los 92 años de edad, el 21 de mayo de 1929, en Corazón de Jesús, freguesia de Lisboa, Portugal. En su funeral, la reina viuda Amelia de Orleans y el ex rey Manuel II de Portugal estuvieron representados por el vizconde de Asseca.